# Guillermo Wiedemann
Guillermo Wiedemann (Múnich, 8 de mayo de 1905 - Key Biscaine, 25 de enero de 1969) fue un pintor colombo-alemán. Inició sus estudios en la Akademie der Kunste München donde tuvo como profesores a Hugo von Habermann y Adolf Schinnerer.
Entre 1936 y 1938 vivió en Berlín donde fue víctima de las persecuciones que Hitler emprendió contra los artistas modernos, cuyas obras las calificó como "Arte degenerado".
En 1939 se embarcó para América del Sur, llegó a Buenaventura (Colombia) y de allí pasó a Bogotá. Desde el primer momento de su estadía en Colombia, inició una pintura en la que se notó la gran influencia del ambiente tropical y una marcada preferencia por los temas afrocolombianos.

## Cronología
- Hizo su primera exposición en la Biblioteca Nacional en 1940.
- En 1946 obtuvo la nacionalidad colombiana.
- En 1949 participó en el Salón Nacional de Arte Moderno, que tuvo lugar en el Museo Nacional de Colombia, en Bogotá.
- En 1955 participó en la Exposición de la Haus der Kunst de Múnich.
- En 1958 participó en la XXIX Bienal de Venecia, la Exposición Anual de la Haus der Kunst de Múnich y en el Concurso Guggenheim de Nueva York.